# NGC 5509
NGC 5509 (другие обозначения — MCG 4-34-3, ZWG 133.10, PGC 50751) — линзообразная галактика (S0) в созвездии Волопас.
Этот объект входит в число перечисленных в оригинальной редакции «Нового общего каталога».